# ジョン・ハインド

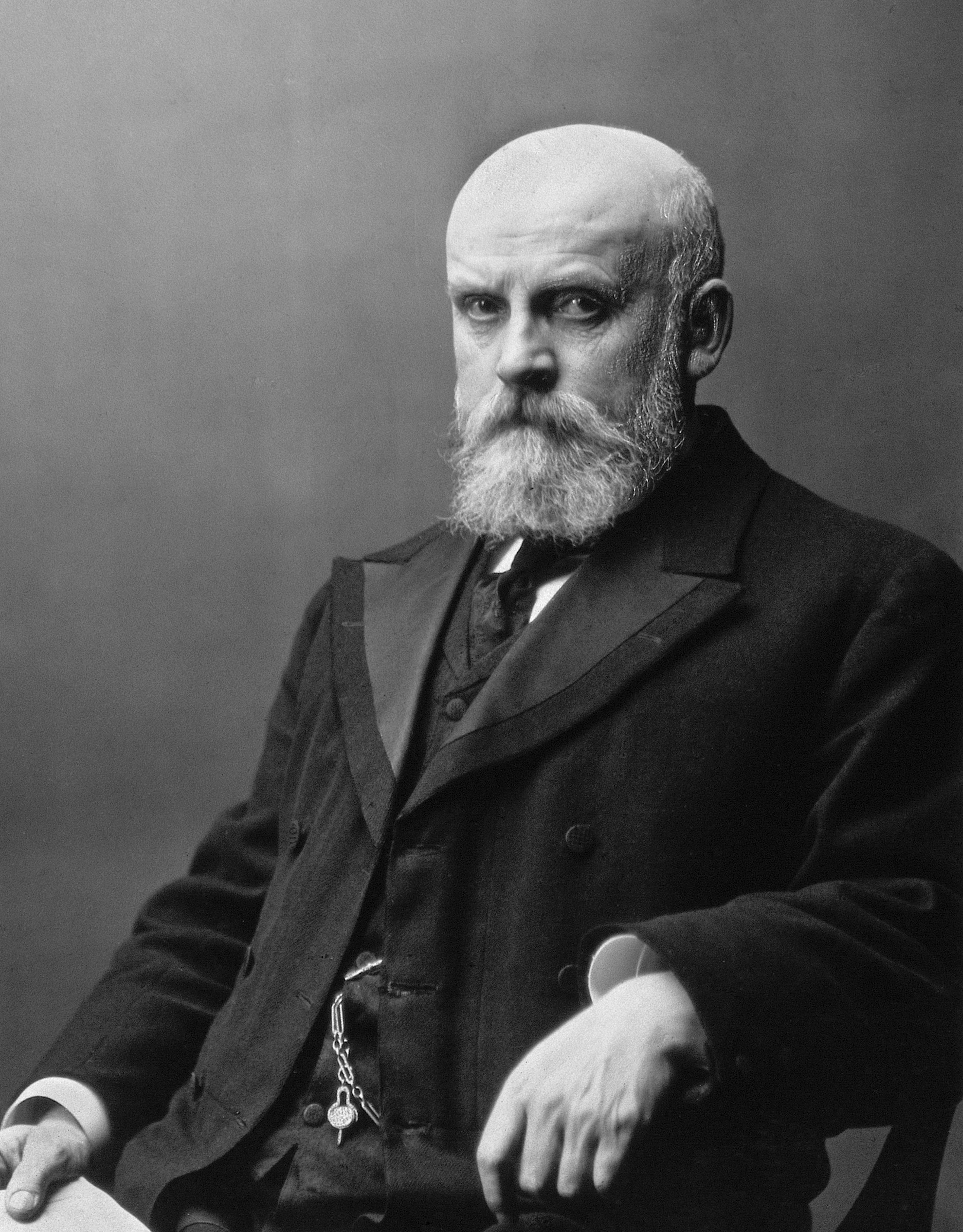
ジョン・ハインド

ジョン・ラッセル・ハインド（John Russell Hind, 1823年5月12日 - 1895年12月23日）は、イギリスの天文学者。

## 概要
ハインドはグリニッジ天文台でジョージ・エアリーの下で働き、後にウィリアム・ドーズを引き継いでジョージ・ビショップ天文台の台長に就任した。1853年から1891年まで航海年鑑局の最高責任者として活動した。
ハインドの名前について、いくつかの資料ではミドルネームの末尾の「L」が1つだけとなっている「John Russel Hind」という綴りが用いられている。しかしながら、19世紀のイギリスの天文雑誌では一貫して「John Russell Hind」と、ミドルネームの末尾の「L」を2つ続けている。
ハインドは初期の小惑星発見者の1人であり、生涯で10個の小惑星を発見した。また、変光星の発見者・観測家でもあり、うさぎ座R星やおうし座T星、ふたご座U星を発見し、ケフェウス座μ星（ガーネット・スター）が変光星であることを発見した。1848年にはへびつかい座で新星（Nova Ophiuchi 1848, N 1848 Oph, V841 Oph（へびつかい座V841））も発見している。へびつかい座で新星が発見されたのは、近代になってからは1604年の超新星（SN 1604 Oph、ケプラーの超新星）以来のことになる。
ハインドは第12番小惑星ビクトリア (Victoria) の命名者であるが、この命名に際して論争を引き起こした。命名当時、イギリスにおいてビクトリア（ヴィクトリア）という名は一般にイギリス女王ヴィクトリアを想像させるものであったことから、生存している人物の名を小惑星に命名することに対してさまざまな意見が出された。しかしながらハインドは、命名はヴィクトリア女王にちなんだものではなく、ローマ神話に登場する勝利の女神ウィクトーリア (Victoria) にちなんだものであると主張した。1863年王立協会フェロー選出。

### 賞歴
- 1851年、1852年、1854年：ラランド賞
- 1853年：王立天文協会ゴールド・メダル
- 1855年：ロイヤル・メダル

### エポニム
ハインドの業績を称え、彼の名前は月面にあるクレーター（ハインド）と小惑星（(1897) ハインド）に与えられている。